# Dom Pedro
Dom Pedro là một đô thị thuộc bang Maranhão, Brasil. Đô thị này có diện tích 369,964 km², dân số năm 2007 là 20985 người, mật độ 56,72 người/km².